# Nomisia musiva
Nomisia musiva är en spindelart som först beskrevs av Simon 1889.  Nomisia musiva ingår i släktet Nomisia och familjen plattbuksspindlar.
Artens utbredningsområde är Kanarieöarna. Inga underarter finns listade i Catalogue of Life.